# سعد مرهف
السّعد المستدير نوع نباتي يتبع جنس السعد من الفصيلة السعدية. موطنه الأصلي أستراليا.